# Andricus kollari
Espèce
Andricus kollari, parfois appelé le cynips de la galle ronde du chêne, est une espèce d'insectes hyménoptères de la famille des Cynipidae.

## Description morphologique
Cette espèce existe sous deux formes : une forme asexuée, de 3,5 à 4,5 mm de longueur, et une forme sexuée, plus petite, de 1,7 à 2 mm de longueur.

## Reproduction et cycle de vie
Les galles de ce cynips sont produites à la fin du printemps par les chênes (notamment le chêne pédonculé et le chêne rouvre), par réaction à la présence d'une larve sous son écorce, au niveau d'un jeune rameau de l'année (souvent à la base d'un bourgeon). Vertes et denses au départ (d'où leur nom de galle-pomme), ces galles deviennent à maturité, en août ou septembre, brunes, tandis qu'à l'intérieur, les larves du cynips se développent. À la fin de l'été, la larve s'est métamorphosée en adulte et fore, à l'aide de ses mandibules, une galerie dans la galle afin de s'en échapper. Ainsi nait la première forme d'Andricus kollari, des adultes tous femelles, capables de se reproduire par parthénogenèse, c'est-à-dire par reproduction asexuée. Une fois vide, la galle ronde du chêne se lignifie rapidement, formant une sorte de bille de bois.
Les femelles ont une courte vie à l'état adulte (une à deux semaines). Elles pondent des œufs fertiles (bien que non fécondés) sur les bourgeons de rameaux d'un chêne chevelu (Quercus cerris). En réaction, de toutes petites galles de 2 ou 3 mm de diamètre se développent entre les écailles des bourgeons au cours de l'hiver. En avril ou mai, des adultes mâles et femelles, plus petits que les individus parthénogénétiques, sortent des galles. Il s'accouplent (reproduction sexuée) et les femelles partent en quête de jeunes rameaux de chênes pédonculés pour pondre. De nouvelles galles rondes sont alors produites.

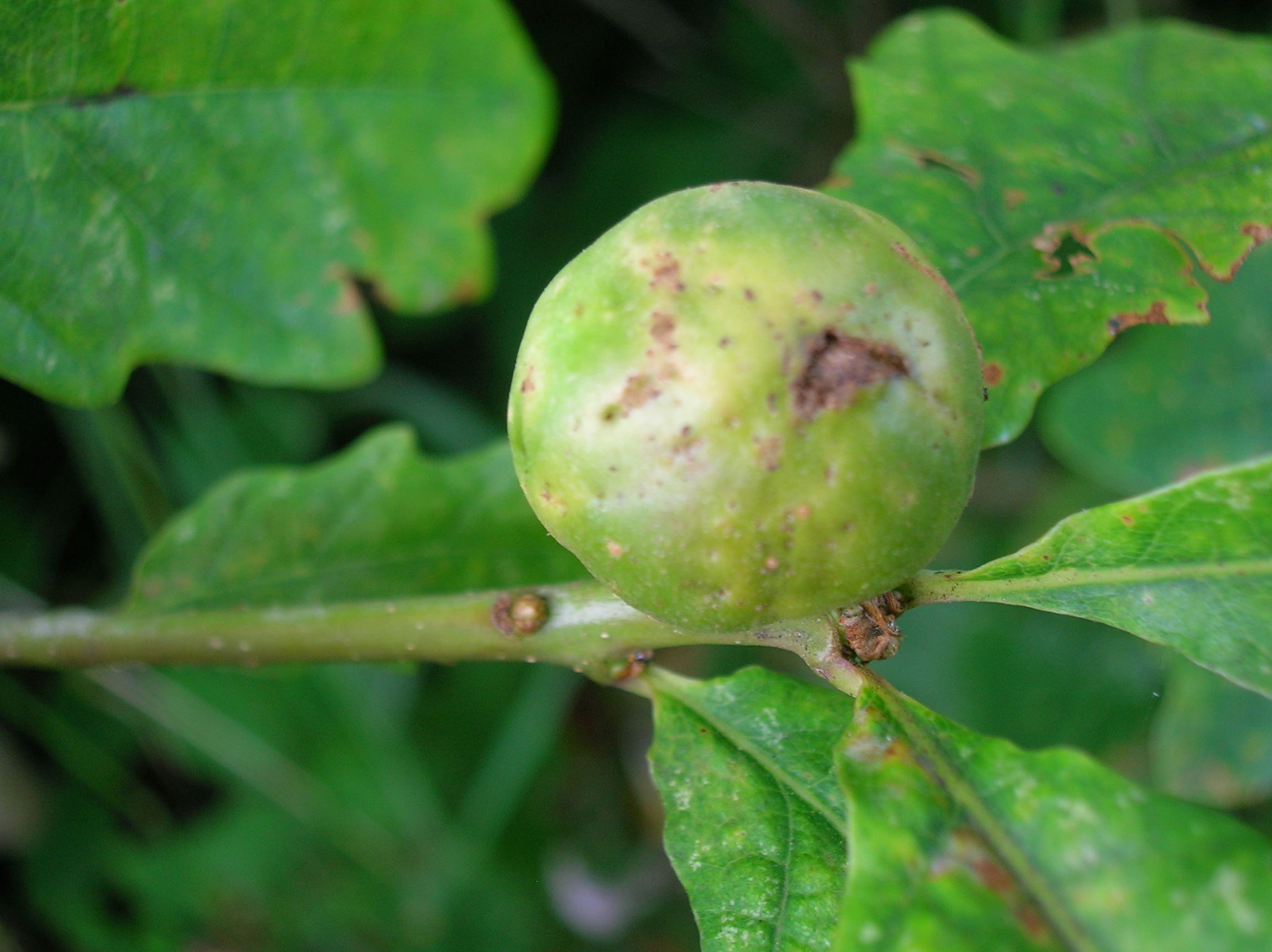
Galle-pomme du chêne formée par Andricus kollari.
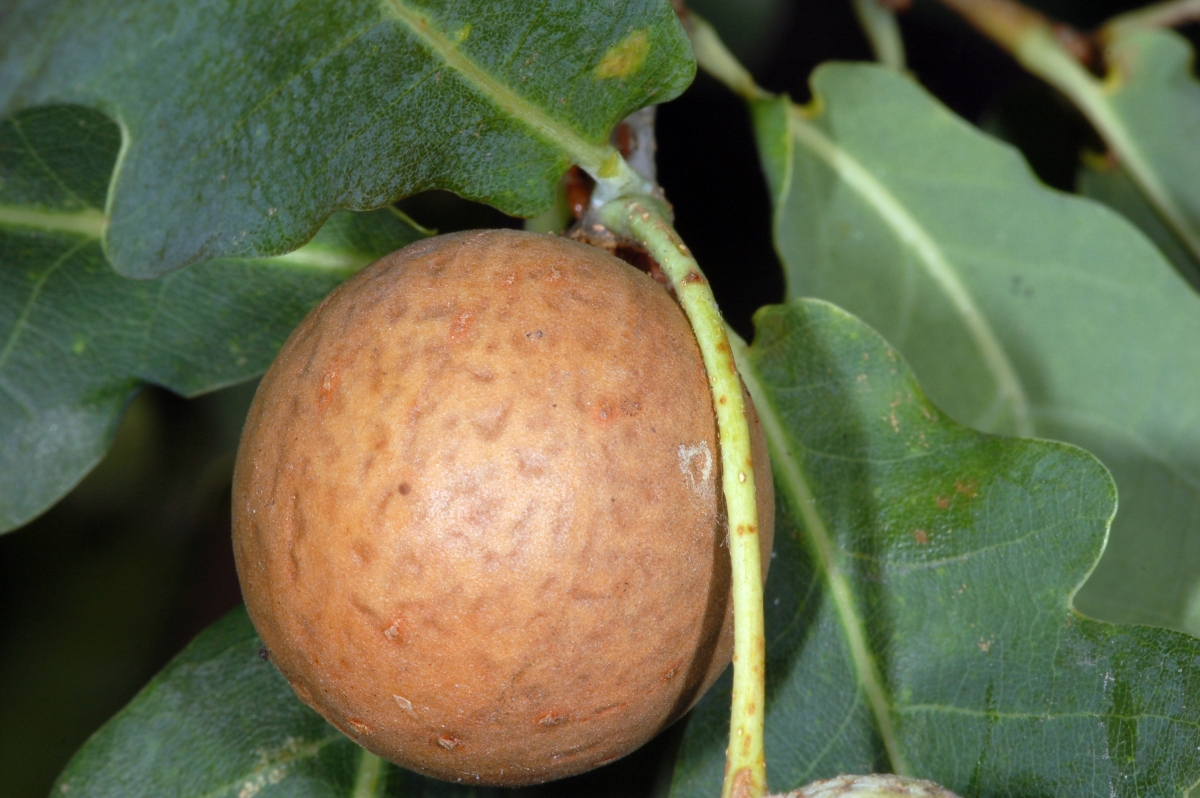
La galle d’Andricus kollari en forme de bille de bois.
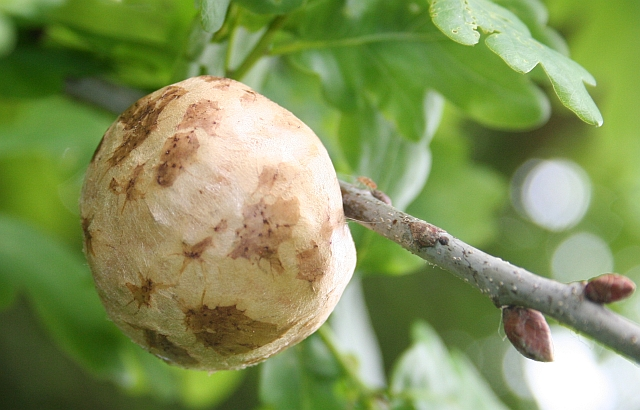
Confusion possible entre cette pomme de chêne et la galle ronde du chêne.

## Répartition et habitat
Andricus kollari vit sur le chêne pédonculé et partage son aire de répartition qui couvre une majeure partie de l'Europe, à l'exclusion des régions froides et de la péninsule Ibérique.

## Systématique

### Étymologie
L'espèce est dédiée à Vincenz Kollar (1797-1860), entomologiste polonais.

### Taxonomie
La forme sexuée a été dénommée Andricus circulans jusqu'en 1902, puis elle a été reconnue comme une forme de l'espèce Andricus kollari (terme qui ne désignait alors que la forme asexuée).